# Дю Локль, Камиль
Камиль дю Локль (фр. Camille du Locle; 16 июля 1832, Оранж — 9 октября 1903, Капри, Италия) — французский либреттист
, импресарио и директор оперы.
В 1862 году стал помощником своего тестя Эмиля Перрена в Парижской опере, затем перешёл в Опера-Комик, которой руководил совместно с Адольфом де Лёвеном в 1870—1874 годах.
В 1875 году руководил постановкой оперы «Кармен» Жоржа Бизе. По мнению Шарля Пиго, дю Локль вдохновлялся темой, словами и музыкой «Джамиле». Будучи другом композитора, он произнёс памятную речь во время его похорон на кладбище Пер-Лашез.
Будучи другом Эрнеста Рейера, он написал либретто для двух опер композитора: «Сигурд» и «Саламбо», на основе одноимённого романа «Саламбо» Гюстава Флобера.
Он завершил работу над либретто к опере «Дон Карлос» Джузеппе Верди после смерти Жозефа Мери. Будучи тесно связан с Верди, он играл ключевую роль в период с 1869 по 1870 год в постановке «Аиды». В частности, он сотрудничал с египтологом Огюстом Мариетом, автором идеи проекта. Кроме того, он написал либретто к операм «Симон Бокканегра» и «Сила судьбы».
Расторгнув отношения с Верди по причине финансовых разногласий, дю Локль в 1876 году переехал на Капри, где построил виллу Цертоселла, позже ставшую отелем. Он скончался на Капри осенью 1903 года.